# Teleskop Ritcheya-Chrétiena

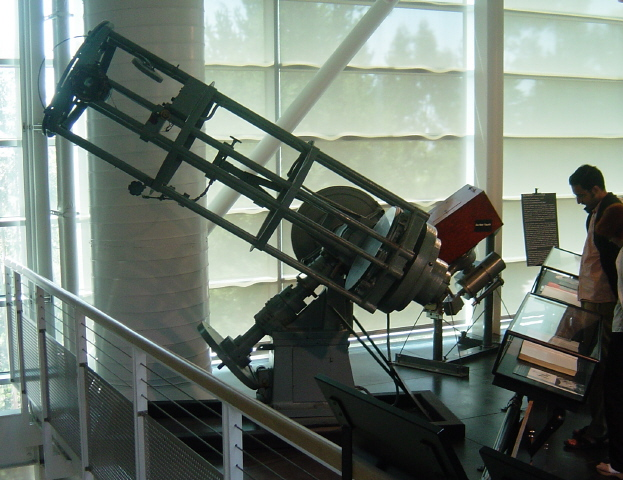
Pierwszy teleskop George’a Ritcheya (60 cm) w Chabot Space and Science Center

Schemat teleskopu Ritcheya–Chrétiena

Teleskop Ritcheya–Chrétiena (RCT) – rodzaj teleskopu Cassegraina, w którym zarówno zwierciadło główne jak i wtórne mają kształt hiperboloidalny.
Jego nazwa pochodzi od nazwisk dwóch astronomów: Amerykanina George’a W. Ritcheya i Francuza Henriego Chrétiena. Ritchey skonstruował swój pierwszy teleskop (o średnicy 60 cm) w 1927 roku. Drugi z jego teleskopów, o średnicy 102 cm, zbudowany dla United States Naval Observatory, jest do dziś używany przez United States Naval Observatory Flagstaff Station.
Teleskop Ritcheya–Chrétiena jest najczęściej wykorzystywaną konfiguracją wśród wydajnych profesjonalnych teleskopów.

## Przykłady teleskopów Ritcheya–Chrétiena
- cztery teleskopy wchodzące w skład Very Large Telescope (Chile)
- dwa teleskopy w Obserwatorium Kecka (Mauna Kea, Hawaje)
- dwa teleskopy w Obserwatorium Gemini (Mauna Kea, Hawaje; Cerro Pachón, Chile)
- Teleskop Warszawski (OGLE) w Obserwatorium Las Campanas (Chile)
- dwa teleskopy w Obserwatorium Calar Alto na górze Calar Alto (Hiszpania)
- Wielki Teleskop Kanaryjski w Obserwatorium Roque de los Muchachos (Wyspy Kanaryjskie)
- Teleskop Subaru w Obserwatorium na Mauna Kea (Mauna Kea, Hawaje)
- Teleskop VISTA w Obserwatorium Paranal (Chile)
- Teleskop Angielsko-Australijski w Obserwatorium Siding Spring (Australia)
- Teleskop Nowej Technologii w Europejskim Obserwatorium Południowym (Chile)
- Telescopio Nazionale Galileo w Obserwatorium Roque de los Muchachos (Wyspy Kanaryjskie)
- Teleskop WIYN w Narodowym Obserwatorium Kitt Peak (Stany Zjednoczone)
- Himalajski Teleskop Chandra w Indyjskim Obserwatorium Astronomicznym (Indie)
- Teleskop Ritcheya w United States Naval Observatory Flagstaff Station (Stany Zjednoczone)
- Nordic Optical Telescope (Wyspy Kanaryjskie)
- Teleskop Sloan Digital Sky Survey (Stany Zjednoczone)
- Teleskop w Obserwatorium Rożen (Bułgaria)
- Teleskop Pan-STARRS (Haleakalā, Hawaje)
- Teleskop w Obserwatorium Mont-Mégantic (Mont-Mégantic, Kanada)
- Teleskop w Obserwatorium Loiano (Włochy)
- Teleskop w Obserwatorium Skinakas (Grecja)
- Kosmiczny Teleskop Spitzera
- Kosmiczny Teleskop Hubble’a
- Kosmiczne Obserwatorium Herschela